# 菅野覚兵衛

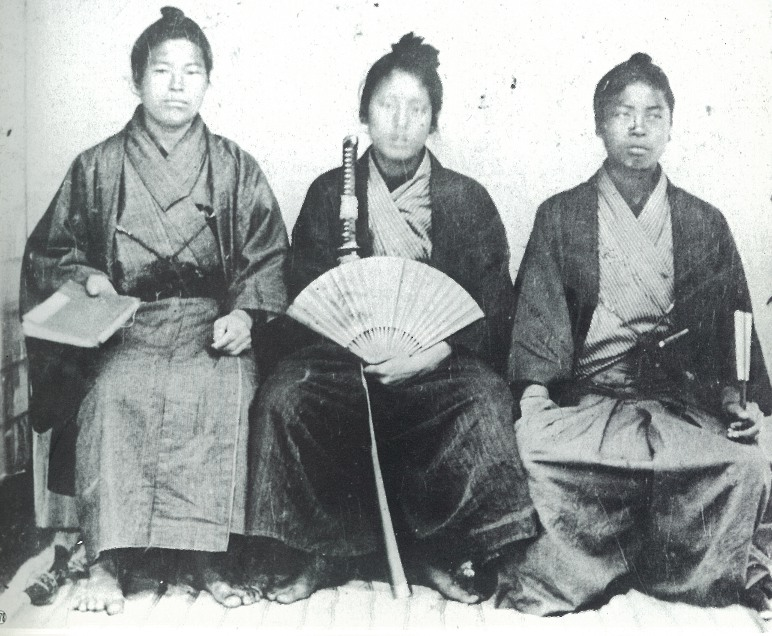
中央：菅野覚兵衛、左右の人物未詳

菅野 覚兵衛（すがの かくべえ、天保13年旧10月21日（1842年11月23日） - 明治26年（1893年）5月30日）は、幕末の志士、海援隊隊士、明治時代の軍人である。 旧名 千屋 寅之助（ちや とらのすけ）。妻は起美（君江、坂本龍馬の妻・お龍の妹であるため、龍馬とは義兄弟にあたる）。

## 経歴

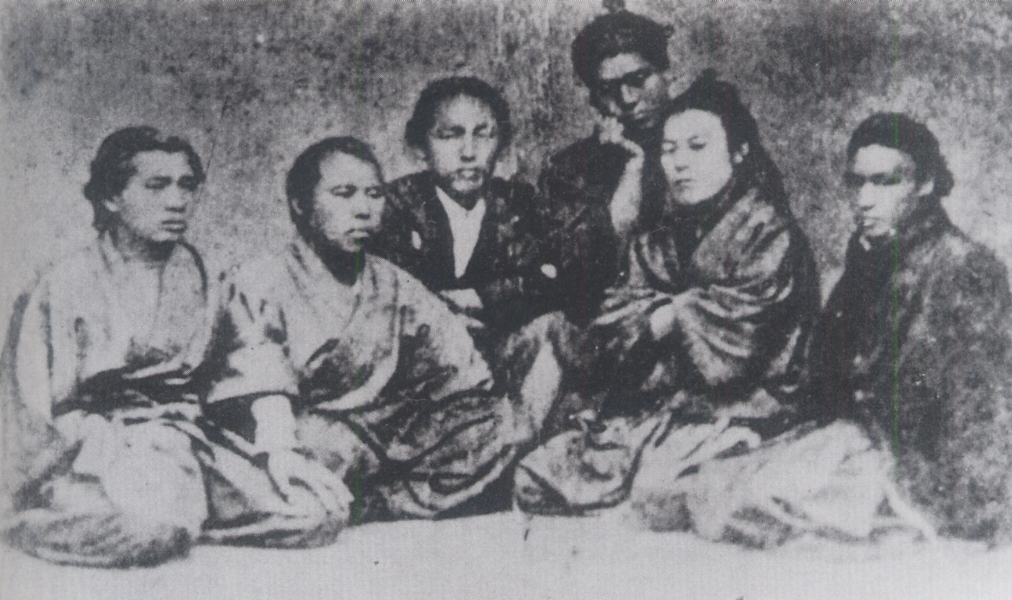
海援隊集合写真。左から長岡謙吉、溝渕広之丞、坂本龍馬、山本洪堂、千屋寅之助（菅野覚兵衛）、白峰駿馬。

### 維新前
土佐藩の庄屋･千屋民五郎の三男として和食（わじき、現安芸郡芸西村和食）に生まれる。病弱な兄の千屋富之助に代わり庄屋業を代行していたが土佐勤王党に加盟し勤王活動を始める。文久2年（1862年）、山内容堂を警護する五十人組に参加し上京する。その時坂本龍馬らともに勝海舟の弟子となる。勝の進言によって幕府が神戸に設置した神戸海軍操練所にも参加した。
しかし、禁門の変の影響で勝が軍艦奉行を罷免され、その影響で神戸海軍操練所が閉鎖されると、覚兵衛は龍馬や陸奥宗光ら一部生徒と共に長崎で亀山社中（のちの海援隊）を結成し、物産・武器貿易を行う。また第二次長州征討（四境戦争）では社中の船・乙丑丸（ユニオン号）の艦長となって実戦に加わり長州藩海軍を支援する。その後も海援隊隊士として活躍するが慶応3年（1867年）11月に京都の近江屋で龍馬が暗殺される。

### 戊辰戦争
戊辰戦争直前の翌･慶応4年（1868年）3月、生前の龍馬の希望もあり長崎でお龍の妹･起美（当時16歳）と結婚。隊長石田英吉らと長崎振遠隊に加入する。戊辰戦争に戦闘に参加し、慶応4年（1868年）7月19日に長崎港からイギリス船フィロン号に乗り組み、海路で秋田に上陸。同月24日に秋田領船川に到着し、26日に勤王派の秋田城下に入った。角間川の戦いで、庄内藩の酒井忠篤の軍と戦ったものの敗走した。その後、南部藩降伏の報を受けて、9月29日南部藩雫石で雫石・橋場口の戦いを起こし、10月2日には盛岡城へ入った。

### 維新後
終結後の明治元年から小松清廉の取計いで元海援隊隊士・白峰駿馬とともにアメリカ合衆国に渡りニュージャージー州のラトガース大学に留学。帰国後は勝海舟の紹介で海軍省に入省し、艦政局運輸課長、横須賀鎮守府建築部長などを歴任して海軍少佐となる。 だが西南戦争勃発直前に海軍造船所次長として鹿児島県に赴任し、その発端となった「弾薬掠奪事件」に係わったため海軍の中での立場は不遇に終わる。 この事件では私学校徒らの襲撃・略奪を防ぐため弾薬を水に浸すなどの処置をし事態の収拾に奔走した。まもなく造船所を閉鎖、官職を離れ同地を去り、のち明治17年（1884年）に辞職。
退官後は、龍馬らと抱いた北地開拓の夢の実現のため福島県郡山市の安積原野に入植し開拓事業に参加し活動する。その道半ばに病のため明治26年（1893年）に死去。享年52。墓は東京都港区南麻布四丁目の光林寺境内。

## 逸話
- 土佐の人を絵に描いたような気骨のある人物だったといわれている。その人物像は「（海援）隊中の乱暴者、無鉄砲の、」などと表現されていることもある[1]。『ある海援隊隊士の生涯 菅野覚兵衛伝』での幼少期は、千屋家一族の年近い他の従兄弟たちの性格とは、少しだけオッチョコチョイな面もある。実直な性格。

- 龍馬の死後、お龍（義姉）の面倒をよく見たとされる。お龍は一時期（覚兵衛の実家）千屋家にも身を寄せており、その芸西村の琴ヶ浜松原には「お龍･君江姉妹像」の銅像が建立されている。

- 君江との間に生まれた子供がたくさんおり、5人の女児の方が多く、長男の代男以外の男児はおらず、福島県に入植中に食事や医療などの提供が乏しく代男は亡くなり、姪にあたる千屋孝忠の長女と娘たちを連れて三女を宿っている身重の失意した君江は東京に戻った。菅野家の相続人となった三女の子孫の末裔だけがいる。義姉のお龍は、菅野の素朴で飾り気の無いことから、龍馬の推薦とともにぜひに末妹を婚儀を挙げたくなるほど、惚れ込んでいた[2]。
- 『ある海援隊隊士の生涯 菅野覚兵衛伝』での『長宗我部盛衰記』の文には、菅野の姓を改めて名乗った理由は、祖先が菅原氏の後裔であったためとしている。

- 父の千屋民五郎の長女・利喜子は、馬ノ上村の庄屋の安岡助六の長男・安岡三作重房に嫁ぎ、安岡金馬と安岡鉄馬の義姉となる。千屋一族の中には千屋熊太郎、千屋菊次郎、千屋金策などもいる。

## 菅野覚兵衛（千屋寅之助）の登場作品
- 『竜馬の妻とその夫と愛人』
- 『慶応長崎事件』司馬遼太郎著
- 『暁天の星』葉室麟著
- 『朝星夜星』朝井まかて著

映画
- 『幕末青春グラフィティ Ronin 坂本竜馬』（1986年、東宝、演：渕野俊太）

テレビドラマ
- 『幕末青春グラフィティ 坂本竜馬』（日本テレビ放送網、1982年、演：中牟田俊男）
- 『龍馬伝』（NHK、2010年、演：是近敦之）